# DFB-Pokal 1959
DFB-Pokalsieger 1959 wurde Schwarz-Weiß Essen. Das Finale fand am 27. Dezember 1959 in Kassel statt.

## Ausscheidungsspiel
| Datum         |            | Ergebnis |                    |
| ------------- | ---------- | -------- | ------------------ |
| So 16.08.1959 | Hertha BSC | 3:6      | Schwarz-Weiß Essen |

## Halbfinale
| Datum         |                      | Ergebnis  |                    |
| ------------- | -------------------- | --------- | ------------------ |
| Sa 03.10.1959 | Borussia Neunkirchen | 2:1       | VfR Mannheim       |
| Sa 12.12.1959 | Hamburger SV         | 1:2 n. V. | Schwarz-Weiß Essen |

## Finale
| Paarung              | Schwarz-Weiß Essen – Borussia Neunkirchen |
| Ergebnis             | 5:2 (1:0) |
| Datum                | Sonntag, 27. Dezember 1959 um 13:45 Uhr |
| Stadion              | Auestadion, Kassel |
| Zuschauer            | 20.000 |
| Schiedsrichter       | Gerhard Schulenburg (Hamburg) |
| Tore                 | 1:0 Rummel (25.) 2:0 Rummel (50.) 3:0 Klöckner (66.) 4:0 Trimhold (70.) 5:0 Schieth (80.) 5:1 Emser (86.) 5:2 Dörrenbächer (87.)                                                                         |
| Schwarz-Weiß Essen   | Hermann Merchel, Karlheinz Mozin, Gerd Pips, Heinz Steinmann, Edmond Kasperski, Heinz Ingenbold, Hubert Schieth, Hans Küppers, Horst Trimhold, Manfred Rummel, Theo Klöckner Cheftrainer: Hans Wendlandt |
| Borussia Neunkirchen | Ladislav Jirasek, Josef Frisch, Hans Schreier, Dieter Harig, Gerd Lauck, Erich Leist, Horst Meurer, Rudi Dörrenbächer, Ewald Follmann, Werner Emser, Karl Ringel Cheftrainer: Bernd Oles                 |